# Thượng Dương Phú
Thượng Dương Phú (tiếng Trung: 上阳赋, tiếng Anh: Monarch Industry / The Rebel Princess), tên cũ là Đế Hoàng Nghiệp (帝皇业), hoặc Giang Sơn Cố Nhân (江山故人), là một bộ phim truyền hình dài 68 tập, lấy đề tài cung đấu, quyền mưu, do Hầu Vịnh - vị đạo diễn làm nên tên tuổi của Trà Hoa Nữ (2005) và Trình Nguyên Hải - người từng tham gia chế tác bộ phim Như Ý truyện (2018) phối hợp chỉ đạo. Bộ phim có sự tham gia của dàn diễn viên tên tuổi và kì cựu, như Chương Tử Di, Châu Nhất Vi, Vu Hòa Vỹ, Triệu Nhã Chi, Huệ Anh Hồng, Viên Hoằng, Dương Hựu Ninh, Tả Tiêu Thanh, Lưu Vân, Hải Linh...
Bộ phim được chuyển thể của tiểu thuyết Đế Vương Nghiệp (帝王业) của "Nồng tình Thiên hậu" Mị Ngữ Giả, một trong Tứ Tiểu Thiên hậu của làng tiểu thuyết ngôn tình Trung Quốc. Nguyên tác vốn được đánh giá cao, trang phục đẹp, cảnh quay được đầu tư công phu, chân thật, lại là phim truyền hình đầu tiên có sự góp mặt của Đại Hoa Đán - Chương Tử Di nên Thượng Dương Phú là một bom tấn đáng được kì vọng của năm 2021.

## Nội dung
Thượng Dương Phú là câu chuyện xoay quanh cuộc đời của Vương Huyên, một nữ quý tộc của đất nước hư cấu Đại Thành. Vương Huyên xuất thân cao quý, cha là Thừa tướng quyền khuynh triều dã, mẹ là Tấn Mẫn Trưởng công chúa, muội muội duy nhất của Hoàng đế, cô ruột cũng là đương kim Hoàng hậu, anh họ là Thái tử, bản thân nàng cũng mang phong hào Thượng Dương Quận chúa. Ngay từ nhỏ, Vương Huyên đã sống trong nhung lụa, vinh quang tột bậc, được Thái hậu ban cho Phượng Trì cung làm nơi cư ngụ, Hoàng đế cũng vô cùng sủng ái, thậm chí còn cùng Thái tử đương triều có đối đãi bình đẳng. Từ đó, câu chuyện kể lại tiến trình trưởng thành của Vương Huyên, từ lúc là một Quận chúa ngây thơ trong sáng, đến Dự Chương Vương phi bất đắc dĩ của nam chính Tiêu Kỳ. Chính quyền lâm thời thối nát, tầng lớp quý tộc xa hoa lộc quyền, bất chấp sống chết của người dân. Phu thê Vương Huyên- Tiêu Kỳ trải qua gian nan dần nảy sinh tình cảm, sinh tử có nhau, chung tay tiêu diệt phiến quân và dẹp yên cuộc hỗn loạn ở biên giới, mở ra một kỷ nguyên mới tươi đẹp cho muôn dân.
"Nàng và hắn cùng nhau đứng trên đỉnh cao quyền lực, tiến là đao kiếm bão táp, lui là vực sâu vạn trượng. Từng là thanh mai trúc mã lại bị buộc thành anh em tương tàn; từng là chủ tớ tình thâm lại bị buộc thành kẻ thù sinh tử; tộc nhân bị xâm phạm, vứt bỏ thân nhân; trải qua phong ba, đến khi kết thúc là ai không rời đi, ai đã thay đổi? Nam nhân chí hướng cao vời vợi, đao kiếm nơi nơi, thiết giáp sáng lạnh, quân lâm thiên hạ; hồng nhan nữ tử sánh ngang đấng nam nhi, vượt mọi chông gai, sắc áo đỏ tươi, phượng nghi thiên hạ.
Hạnh phúc xưa như giấc mộng, cuối cùng cũng phải biệt ly; không còn loạn lạc, giang sơn vững bền, nghiệp lớn hoàn thành, xương khô chất núi.
Một thiên truyện cổ thị phi, hai trái tim yêu thương sáng ngời."

## Nhân vật
| Diễn viên               | Vai diễn                                     | Giới thiệu |
| ----------------------- | -------------------------------------------- | --- |
| Chương Tử Di (章子怡)   | Vương Huyên (王嬛)                           | Thượng Dương Quận chúa (上阳郡主) → Dự Chương Vương phi (豫章王妃). Quận chúa xuất thân vọng tộc Lang Nha Vương thị, mang huyết mạch hoàng gia, xinh đẹp tôn quý, từ nhỏ được sủng ái vô cùng, không gì là không có. Nàng cùng Tam hoàng tử Tử Đạm lớn lên, tình yêu sớm nở mà cũng chóng tàn. Gia tộc Vương Huyên lại là gia tộc ngoại thích đứng đầu, đối lập một sống một còn với thế lực hoàng thất. Phu tộc và gia tộc, tình yêu và thân tình, ngày xưa và ngày nay bức bách Vương Huyên phải chọn những chọn lựa tàn khốc. Nàng vì bất đắc dĩ phải gả cho Tiêu Kỳ, vị phiên vương khác họ đầu tiên của Đại Thành, trở thành Dự Chương Vương phi, tuy nhiên sau đó sớm nảy sinh tình cảm, cùng phu quân ấp ủ đại nghiệp đem lại hạnh phúc cho bách tính. Vương Huyên thông minh cơ trí, hành sự quyết đoán, tham vọng không kém gì đấng nam nhi, xứng đáng được vạn người cúi lạy. |
| Châu Nhất Vi (周一围)   | Tiêu Kỳ (萧綦)                               | Dự Chương vương (豫章王) Xuất thân hàn vi, đi lên từ nghiệp binh đao, từng bước từng bước nhờ vào công trận mà đạt được vị trí cao, trở thành Dự Chương Vương quyền khuynh thiên hạ. Tiêu Kỳ thông minh cứng rắn, lạnh lùng dã tâm, là một tướng quân tài trí vẹn toàn, tuổi trẻ mà vô cùng đáng nể. Lấy Vương Huyên chỉ là một cuộc giao dịch quyền lực. Nhưng không ngờ, một lần gặp gỡ muộn lại thay đổi vận mệnh của hai người. Từ đó có ý chí quyết tâm vượt sóng gió, kiên định sóng vai bên nhau, ước hẹn sinh tử. |
| Dương Hựu Ninh (楊祐寧) | Mã Tử Đạm (馬子惔)                           | Tam Hoàng tử (三皇子) Hoàng tử thứ ba của Đại Thành Hoàng đế, theo lý thuyết là anh họ của Vương Huyên, cũng là thanh mai trúc mã và tình đầu của nàng. Thân mẫu là Tạ Quý phi, một sủng phi của Hoàng đế, con gái Tạ gia Hầu tước. Tử Đạm ôn nhu âm trầm, đạm mạc không tranh với đời, là đứa con được sủng ái và kì vọng nhất của Hoàng đế, đối với Vương Huyên rất tốt, nhưng lại nhu nhược và không có chí khí, khiến Vương Huyên sau này phải cay đắng buông lời xem thường. |
| Viên Hoằng (袁弘)       | Hạ Lan Châm (賀蘭斟) (cũng đọc Hốt Lan Châm) | Vương tử (王子) → Hạ Lan vương (賀蘭王) Quân chủ tộc Hạ Lan, một người con hoang của vua Hạ Lan lúc trước. Tính tính hung bạo, hiếu chiến, tâm địa lại thâm hiểm như rắn rết. Hắn bắt cóc Vương Huyên nhằm trả thù Tiêu Kỳ, không ngờ đem lòng yêu thích nàng. |
| Tả Tiêu Thanh (左小青)  | Tạ Uyển Nhu (謝婉 柔)                        | Nghi Phương Huyện chúa (宜芳縣主) → Hoàng thái tử phi (皇太子妃) → Hoàng hậu (皇后) Con gái duy nhất của Tạ gia Hầu tước, thân phận cao quý, cô mẫu lại là Tạ Quý phi được ân sủng trong cung, từ nhỏ cùng Vương Huyên cực kì thân thiết. Tính tình nhu mì khiêm hòa, cùng với Vương Huyên là hoa ngọc danh giá được nâng niu yêu chiều. Mưu kế trùng trùng, Uyển Nhu rơi vào bẫy, bị Thái tử làm nhục, đau đớn treo cổ tự vẫn, song vẫn được cứu. Nàng đành phải cưới Thái tử để bảo toàn bản thân. Trở thành Thái tử phi, nàng chẳng còn cách nào khác ngoài cắn răng chấp nhận phu quân, từ đó tính tình vốn hiền lành, thiện lương dần thay đổi, mối quan hệ với Vương Huyên vì hiểu lầm mà xấu đi. |
| Quách Gia Minh (郭家铭) | Mã Tử Long (馬子隆)                          | Hoàng thái tử (皇太子)→ Hoàng đế (皇帝) Đích tử của Hoàng đế Đại Thành, kết quả mối liên hôn của Lang Nha Vương thị và Hoàng tộc Mã thị. Tuy sinh ra thân phận cao quý, gánh trên vai trách nhiệm, song hèn yếu vô năng. Thích Vương Huyên, muốn lấy nàng làm Thái tử phi, tìm cách cưỡng bức nàng, ngờ đâu lại nhầm nàng thành Uyển Nhu. Sau này liên minh với Vương Lận hạ độc hoàng đế, trực tiếp nắm quyền. |
| Bồ Ba Giáp (蒲巴甲)     | Mã Tử Luật (馬子 律)                         | Nhị Hoàng tử (二皇子) Thứ tử của Hoàng đế Đại Thành với một người thiếp xuất thân không tốt. Tham vọng ngút trời, là nguyên căn của nhiều vấn đề trong bộ phim. Có tình yêu không nhỏ với Hoan Mật, vợ Vương Túc, anh trai Vương Huyên. |
| Vu Hòa Vỹ (于和伟)      | Vương Lận (王藺)                             | Thừa tướng (丞相) Phụ thân của Vương Huyên, phò mã Tấn Mẫn Trưởng công chúa, chủ quân gia tộc Lang Nha Vương thị cao quý. Cả đời dã tâm, kiêu ngạo, lấy quyền lực của Lang Nha Vương thị làm trọng, bày kế ép chết Tạ Quý phi, chia cắt Tử Đạm và Vương Huyên, lôi kéo thế lực của Tiêu Kỳ bằng cách gả Vương Huyên, thậm chí còn hạ thuốc Hoàng đế, một tay khuynh đảo triều chính.Bản thân lại có tình cảm thật sự với Trưởng công chúa, không muốn làm công chúa tổn thương.Trong tâm vẫn còn day dứt chuyện của người thiếp Hàn thị. |
| Triệu Nhã Chi (赵雅芝)  | Mã Cẩn Nhược (馬瑾弱)                        | Tấn Mẫn Trưởng công chúa (晋愍長公主) Mẫu thân Vương Huyên, muội muội duy nhất của Hoàng đế Đại Thành. Hết mức yêu thương các con, lấy Vương Lận là hôn nhân chính trị không tình yêu nhưng vẫn đối tốt với ông. Luôn ở trong tình thế khó xử, phải lựa chọn giữa anh trai và phu quân. Cả đời day dứt chuyện mẹ của bà là Thái hậu ép chết Hàn thị- người thiếp của Vương Lận mà cảm thấy có lỗi với Vương Lận, cũng sợ Vương Lận hận mình. |
| Huệ Anh Hồng (惠英红)   | Tạ thị (謝氏)                                | Tạ Quý phi (謝貴妃) Sủng phi của Đại Thành hoàng đế, muội muội Hầu gia Tạ thị, xuất thân cao quý. Tính tình ôn hòa khiêm lương, không có dã tâm tranh đoạt, luôn dạy con trai Tử Đạm phải bình yên mà sống, vậy mà bị hãm hại và ép chết. Cái chết của bà cùng với sự sụp đổ của Hầu tước Tạ phủ khiến Tử Đạm và Uyển Nhu- những đứa trẻ còn lại, phải dấn thân vào cuộc báo thù đẫm máu. |
| Lưu Vân (刘云)          | Tô Cẩm Nhi (蘇錦児)                          | Vương Huyên Thị nữ (王嬛氏女) → Tô Quý phi (蘇貴妃) Thị nữ của Vương Huyên, bề ngoài hiền lành, đối tốt với Vương Huyên, nhưng bên trong luôn đố kị, thầm yêu thích Tử Đạm. Sau này phản bội Vương Huyên, trở thành Tô quý phi. |
| Lưu Đoan Đoan (刘端端)  | Tống Hoài Ân (宋懷恩)                        | Một trong những tướng lĩnh dưới quyền Tiêu Kỳ, thầm thương trộm nhớ Vương Huyên. |
| Sử Khả (史可)           | Vương Hoán Khê (王浣溪)                      | Hoàng hậu (皇后) → Hoàng thái hậu (皇太后) Hoàng hậu của Mã Dao, em gái Vương Lận, mẹ ruột của Thái tử Mã Tử Long, vì đứa con trai duy nhất này mà toan tính, đến nỗi không nhận ra bản thân nữa. |
| Tưởng Khải (蒋恺)       | Mã Dao (馬傜)                                | Hoàng đế (皇帝)→ Thái thượng hoàng (太上皇) Hoàng đế Đại Thành, cha của Tử Long, Tử Luật, Tử Đạm, bị chính con trai mình kết hợp với Vương Lận hạ độc. |
| Trần Cẩn Như (陈瑾如)   | Hoàn Mật (歓密)                              | Thế tử phi (世子妃) Vợ của Vương Túc, con gái nhà Hoàn Quốc công, trước đây là người yêu của Nhị Hoàng tử Tử Luật. |

## Nhạc phim
1. Thượng Dương Phú (上阳赋), Opening/ Đàm Duy Duy
2. Nơi Cuối Chân Trời (天涯尽处), Châu Thâm ft Hồ Hạ
3. Trái Tim Cô Độc (孤心), Song Sênh
4. Ngóng Nhìn (遥望), Trịnh Vân Long
5. Yên Vu Thử Sinh (爱于此生), Vương Tích